# صحبت از فرشتگان
صحبت از فرشتگان (به انگلیسی: Talk of Angels) فیلمی محصول سال ۱۹۹۸ و به کارگردانی نیک هام است. در این فیلم بازیگرانی همچون پالی واکر، فرانسیس مک‌دورمند، وینسنت پرز، فرانکو نرو، ماریسا پاردس، پنه‌لوپه کروز، فرانسیسکو رابال، آریانا خیل، روسی د پالما، آنیتا ریوز و خوزه ساکریستان ایفای نقش کرده‌اند.